# Neoptolemus

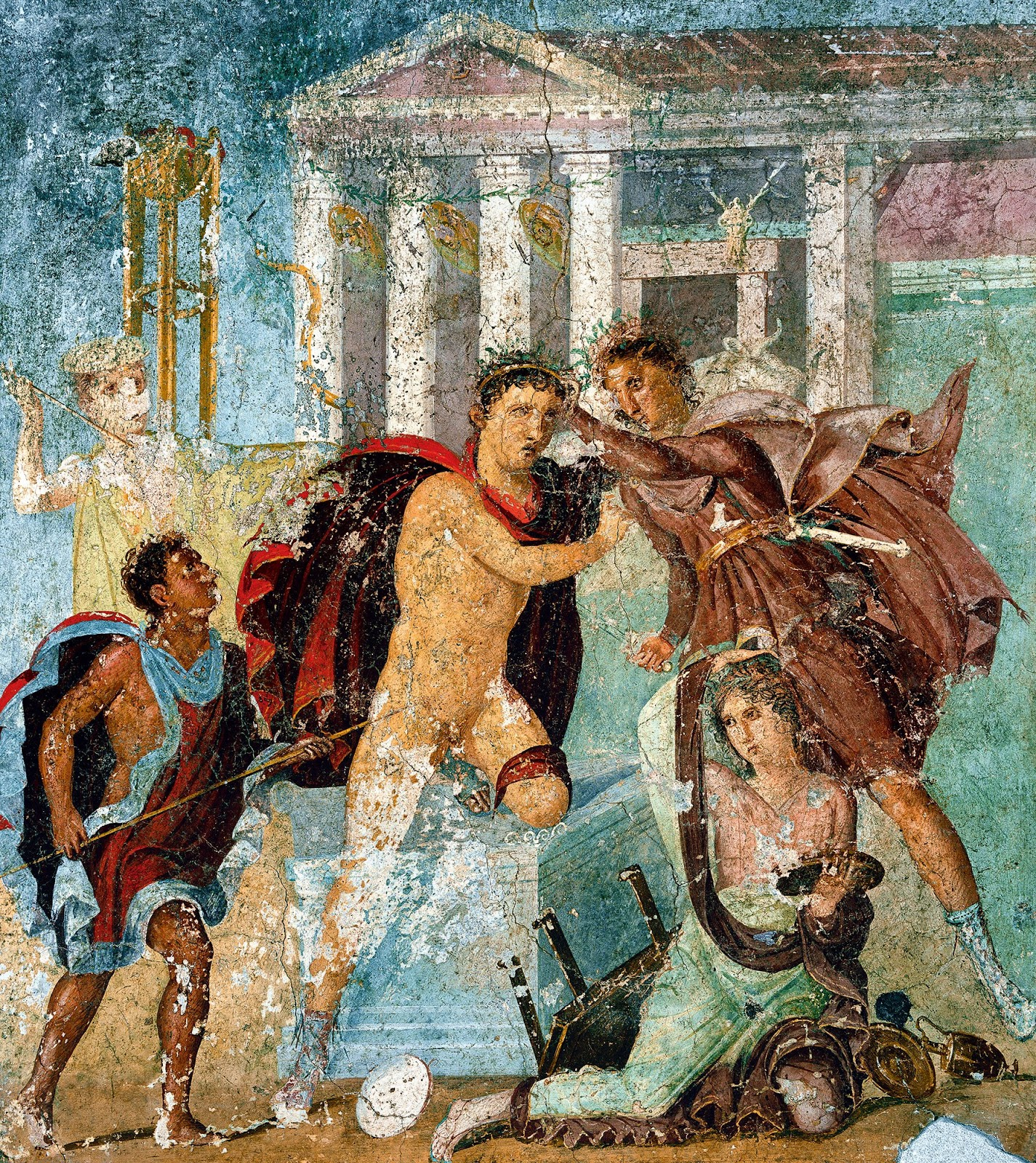
Một cảnh trong vở kịch Andromache của Euripides: Orestes giết chết Neoptolemus tại đền thờ thần Apollo ở Delphi. Hermione là vợ của Neoptolemus lúc ấy nhưng quỳ gối trước đền thờ, tuyệt vọng cầu xin Orestes.

Vương quốc của Neoptolemus, Epirus

Trong thần thoại Hy Lạp, Neoptolemus (/ˌniːəpˈtɒlɪməs/; tiếng Hy Lạp cổ: Νεοπτόλεμος, đã Latinh hoá: Neoptólemos, n.đ. 'new warrior') hay còn gọi là Pyrrhus (/ˈpɪrəs/; Πύρρος, Pýrrhos, 'red', là con trai của tướng Achilles với công chúa Deidamia và cũng là anh trai của Oneiros.  Theo phả hệ, Neoptolemus đôi khi được gọi là Achillides (theo tên của cha anh là Achilles) hoặc gọi là Pelides (theo tên của ông nội là Peleus) hoặc Aeacides (theo tên của cụ nội).
Trong chiến tranh thành Troy, Neoptolemus là một vị tướng quân Hy Lạp có công lớn. Anh là người đã giết chết vua Priam của thành Troy và Astyanax, con trai của hoàng tử Hector thành Troy với công chúa Andromache.
Có dị bản kể rằng Neoptolemus bị Orestes, con trai của Agamemnon và Clytemnestra giết vì để cưới được Hermione, người vợ khi ấy của Neoptolemus. Sau cái chết của Neoptolemus, vương quốc của anh đã được chia phần và Helenus (người sau này kết hôn với Andromache) đã kế vị ngai vàng xứ Epirus của Neoptolemus.

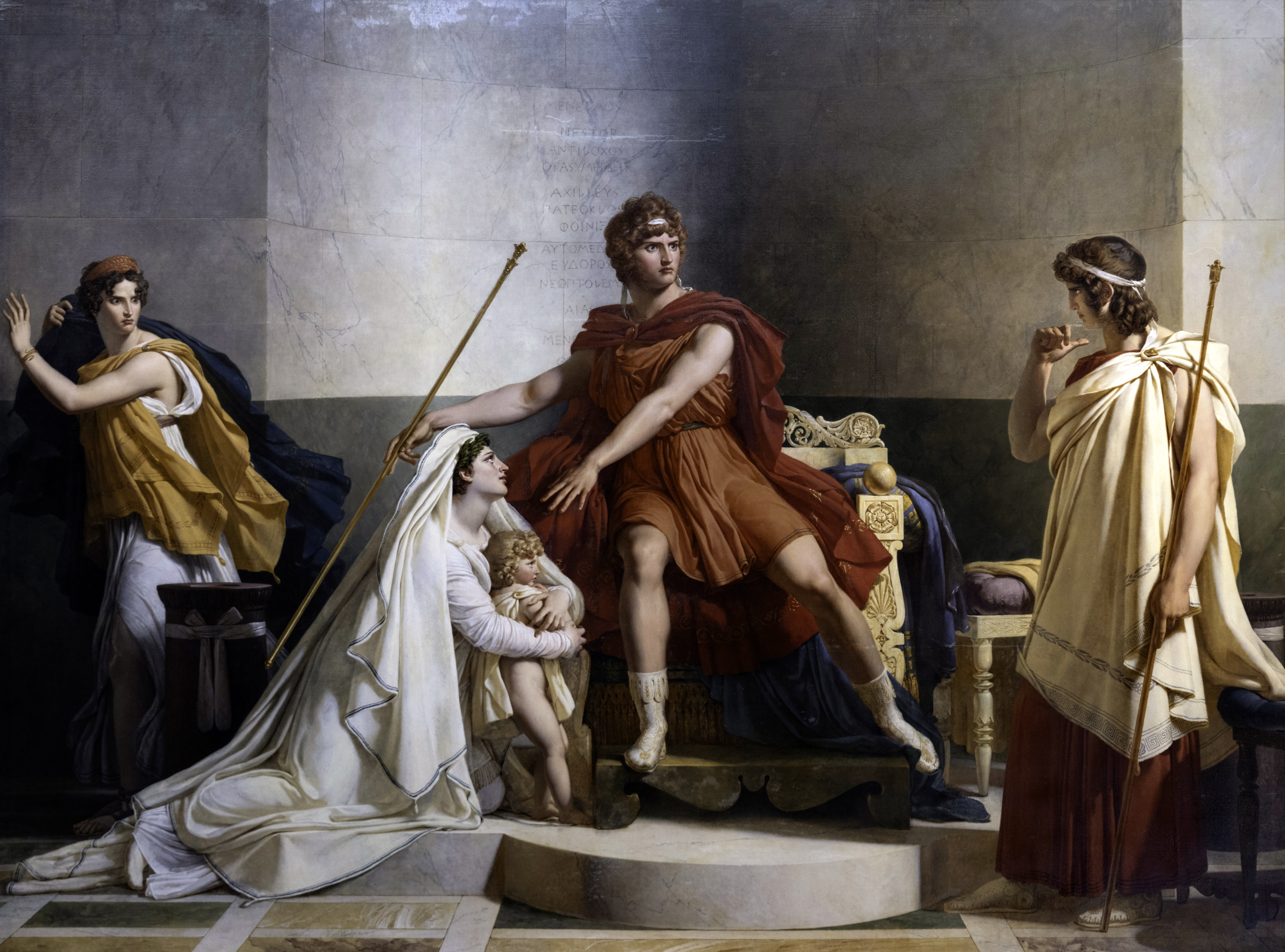
Neoptolemus và Andromache, tranh bởi Pierre-Narcisse Guérin